# Cmentarz żydowski w Bieruniu

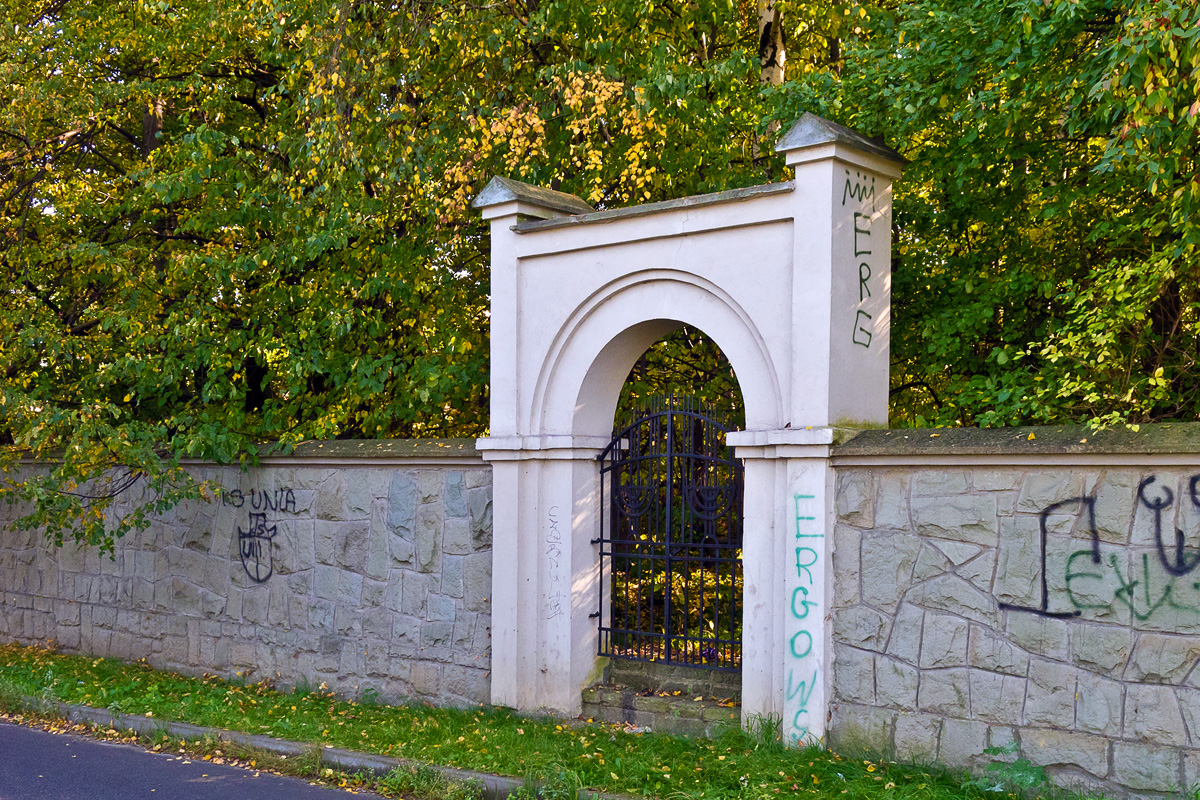
Brama wejściowa

Cmentarz żydowski w Bieruniu – kirkut znajdujący się w Bieruniu, w dzielnicy Bieruń Stary.

## Historia
Bieruński kirkut został założony w 1778, zajmuje powierzchnię 0,21 ha. Cmentarz znajduje się przy ul. św. Wita. Do naszych czasów zachowało się ponad czterdzieści nagrobków (najstarsze pochodzą z XVIII wieku). Inskrypcje są w językach niemieckim i hebrajskim. Na przełomie 1994 i 1995 kirkut poddano renowacji.
Decyzją z 24 czerwca 2021 cmentarz wpisano do rejestru zabytków nieruchomych województwa śląskiego (nr rej. A/840/2021).